# John Benson (artesano)
John Everett Benson  (8 de octubre de 1939 - 13 de junio de 2024), conocido como Fud, fue un calígrafo, escultor, diseñador de tipografías y escultor estadounidense que creó inscripciones para monumentos como Llama Eterna de John F. Kennedy en el Cementerio Nacional de Arlington, la Galería Nacional de Arte, el Memorial de Franklin Delano Roosevelt y el Monumento a los Veteranos de Vietnam, en Washington D. C.

## Vida y obra
John Everett Benson nació en Newport, Rhode Island, en 1939. Su madre, Esther Fisher Smith Benson, hablaba utilizando los pronombres arcaicos del discurso "plano" de los Cuáqueros. Benson comenzó a trabajar para su padre, John Howard Benson, a los quince años en The John Stevens Shop, que su padre había comprado. Estudió escultura en la Rhode Island School of Design. En 1964, Benson y John Hegnauer fueron comisionados para diseñar y tallar las inscripciones en el memorial de John F. Kennedy en el Cementerio Nacional de Arlington. En Rhode Island, Benson talló varias inscripciones en la Robert L. Carothers Library and Learning Commons de la Universidad de Rhode Island.

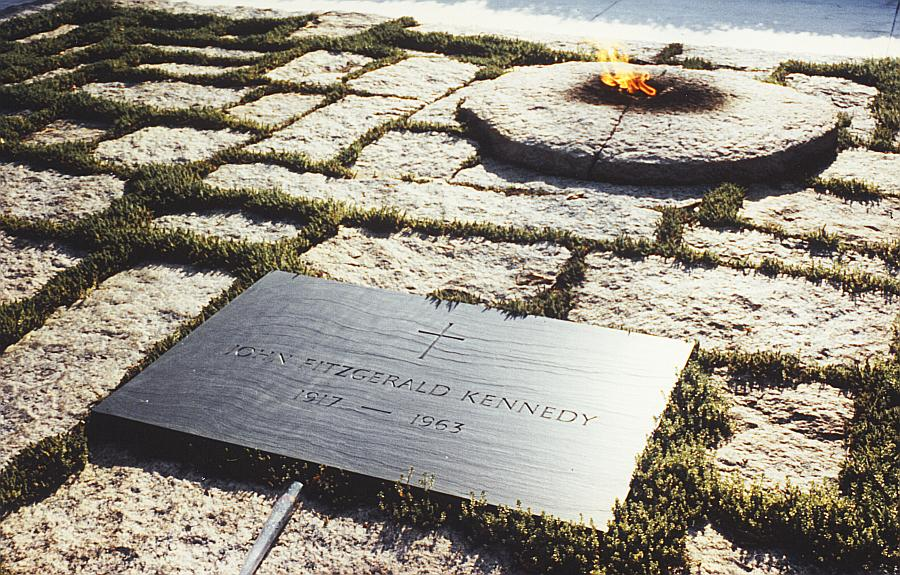
Lápida tallada a mano en el memorial de Kennedy, Cementerio Nacional de Arlington

Diseñó y talló lápidas para Tennessee Williams, Lillian Hellman y George Balanchine.
Benson creó inscripciones arquitectónicas monumentales para edificios famosos como el Prudential Center en Boston, la Galería Nacional de Arte, el Museo de Arte de Dallas, el Rockefeller Center, el Chicago Mercantile Exchange Center y el Museo de Arte Armand Hammer en Los Ángeles. Letreó las piedras de fecha del Memorial de Vietnam en Washington, DC, el Memorial de los Derechos Civiles en Montgomery, Alabama, el Memorial de Franklin Delano Roosevelt en Washington D. C., y el Tribunal Federal John Joseph Moakley en Boston. Diseñó el dintel de la sede de la Sociedad Geográfica Nacional, el Monumento MacArthur en West Point y el reverso de una medalla para la Galería Nacional de Arte.
Dibujó varios tipos de letra fotográficos para aplicaciones arquitectónicas y una tipografía para titulares, llamada Aardvark, para The Font Bureau en Boston, Alexa, Balzano y Caliban.

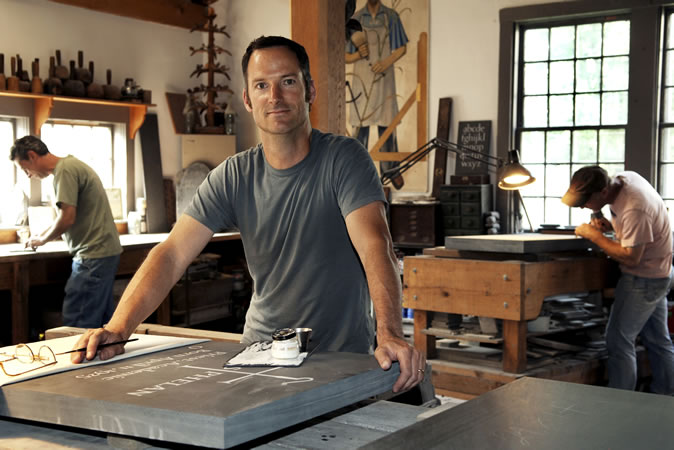
Nicholas Benson hijo de John Benson

En 1993, dejó la dirección de The John Stevens Shop a su hijo, Nicholas "Nick" Benson, y regresó a la escultura a tiempo completo.
Últimamente, Benson trabajaba en retratos y figuras en arcilla y bronce en su estudio en Newport, Rhode Island. Falleció en Newport el 13 de junio de 2024, a la edad de 85 años.

## Premios
- Premio Frederic W. Goudy, 2019